# Fire It Up (album des Kottonmouth Kings)
Pour les articles homonymes, voir Fire It Up.
Albums de Kottonmouth Kings
Classic Hits Live
(2003) The Kottonmouth Xperience
(2004)
Fire It Up est le sixième album studio des Kottonmouth Kings, sorti le 20 avril 2004.
L'album s'est classé 4e au Top Independent Albums et 42e au Billboard 200 et au Top Internet Albums.

## Liste des titres
| No  | Titre                                      | Durée |
| --- | ------------------------------------------ | ----- |
| 1.  | Underground Movement                       | 1:33  |
| 2.  | Fire It Up                                 | 3:44  |
| 3.  | Legalize Freedom                           | 1:02  |
| 4.  | In the House                               | 3:26  |
| 5.  | Bring It On                                | 3:49  |
| 6.  | Outcast                                    | 3:17  |
| 7.  | Angry Youth                                | 3:32  |
| 8.  | The Deal                                   | 4:00  |
| 9.  | Who's the Criminal (featuring Humble Gods) | 3:02  |
| 10. | Eye of the Storm                           | 1:52  |
| 11. | Bad Habits                                 | 3:52  |
| 12. | Johnny's Gotta Problem                     | 3:32  |
| 13. | Life Styles                                | 3:49  |
| 14. | Let's Fuck                                 | 4:08  |
| 15. | Down 4 the Krown                           | 3:49  |
| 16. | Leave Us Alone                             | 3:02  |
| 17. | Ur Done                                    | 1:33  |
| 18. | Skunk One                                  | 3:32  |
| 19. | Live to Day                                | 3:47  |
| 20. | Rip the Night Away                         | 3:46  |
| 21. | High Ridaz (Interprété par Kingspade)      | 3:48  |
| 22. | Get Up (Interprété par Daddy X)            | 4:09  |

| 23. | Southern Cali Weather | 4:08 |